# 앤 세이모어

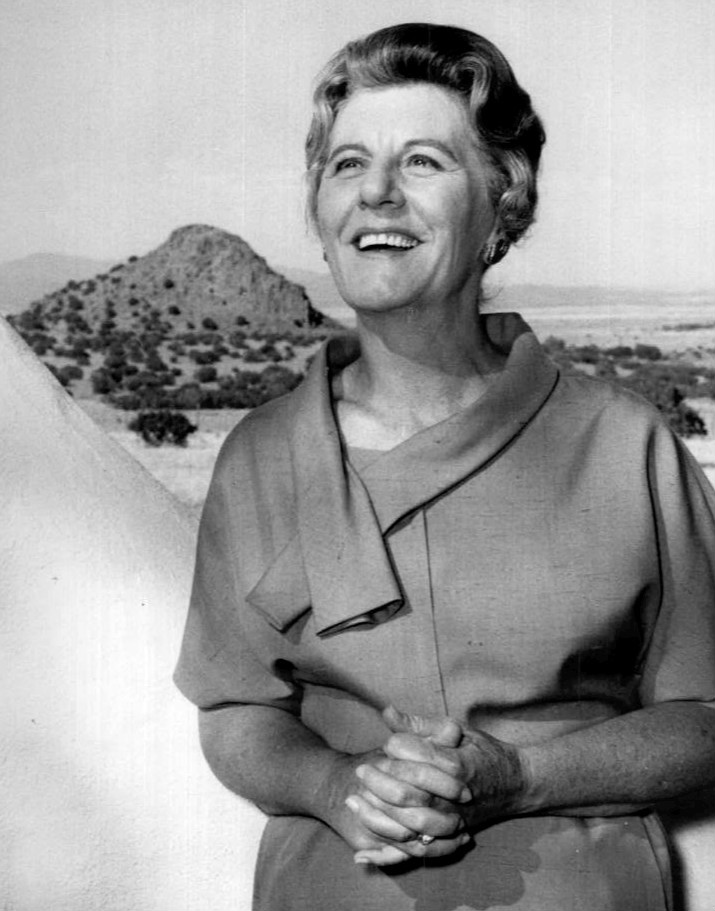

앤 시모어(Anne Seymour, 1909년 9월 11일 ~ 1988년 12월 8일)는 미국의 배우이다.
맨해튼에서 태어났으며 로스앤젤레스에서 사망하였다. 사인은 심부전이다.

## 출연 작품
- 꿈의 구장 (1989년)
- 빅 탑 피-위 (1988년)
- 트랜서 (1985년)
- 블랙힐의 황금 (1982년)
- 레버 네버 랜드 (1980년)
- 내 어깨 위의 천사 (1980년)
- 눈물겨운 기적 (1979년)
- 결혼을 어떻게 하나요 (1969년)
- 스테이 어웨이, 조 (1968년)
- 성공시대 (1967년)
- 웨어 러브 해스 곤 (1964년)
- 이웃 만들기 (1964년)
- 미스티 (1961년)
- Pollyanna (1960년)
- 모두가 왕의 부하들 (1949년)

### 텔레비전
- 아이언 사이드 (1967년)
- 아내는 요술쟁이 (1964년)
- 페리 메이슨 (1957년)
- 딜론 보안관 (1955년)
- 디즈니랜드 (1954년) - 매기 하그로브 역
- 여형사 페페 (1974년)
- 119 구조대 (1972년)
- 닥터 게논 (1969년)
- 스튜디오 원 (1948년)